# Norbert Gyömbér
Norbert Gyömbér (3 de julio de 1992) es un futbolista eslovaco que juega como defensa para el Al-Kholood Club de la Liga Profesional Saudí.

## Trayectoria

### FK Dukla Banská Bystrica
Nacido en Revúca, empezó jugar fútbol con club MFK Revúca, antes de mover al equipo de juventud de Corgoň Liga club FK Dukla Banská Bystrica en 2006. Norbert hizo su debut profesional con Dukla Banská Bystrica el 1 de octubre de 2011 en un partido de liga contra MFK Ružomberok. El 25 de mayo de 2012, Gyömbér estuvo votado por Dukla Banská Bystrica seguidores cuando jugador de la estación, a pesar de empezar en justo 18 partidos de liga.Sea también nombrado Revelation del 2011@–12 Corgoň Liga estación en julio 2012, después de su primera estación exitosa con FK Dukla Banská Bystrica.

### Calcio Catania
Calcio Catania Oficializa la compra de Gyömber, persona de 20 años estado de acuerdo un cuatro-y-un-trato de año medio en el Stadio Angelo Massimino, pero acabó el 2012@–13 estación con el superior-vuelo lado eslovaco.

### AS Roma
El 28 de agosto de 2015, se va a préstamo a la Roma.

## Selección nacional

### Participaciones en Eurocopas
| Copa          | Sede     | Resultado        | Partidos | Goles |
| ------------- | -------- | ---------------- | -------- | ----- |
| Eurocopa 2016 | Francia  | Octavos de final | 2        | 0     |
| Eurocopa 2024 | Alemania | Octavos de final | 2        | 0     |